# North Harrow (Metropolitano de Londres)
North Harrow é uma estação do Metrô de Londres situada em North Harrow, no noroeste de Londres. A estação fica na linha Metropolitan entre Harrow-on-the-Hill (sentido sul) e Pinner (sentido norte). Os serviços da linha Fast Metropolitan e da Chiltern Railways passam usando dois dos quatro trilhos. Ganhou o prêmio Transport for London de melhor atendimento ao cliente em 2009 e 2010.

## História
A Metropolitan Railway começou a operar por aqui em 25 de maio de 1885, com a inauguração de sua extensão Pinner. A estação North Harrow foi inaugurada em 22 de março de 1915. A estação foi reconstruída em 1930 segundo os projetos de Charles Clark como parte do programa de modernização da Metropolitan Railway.
Atualmente as obras expostas são fotos fotocopiadas de moradores locais pintadas com tinta colorida em diversos locais, feitas por um grupo local de crianças com deficiência. Tem duas saídas principais, mas nos últimos anos apenas uma está em utilização, em direção ao centro da cidade, provavelmente devido à instalação das barreiras que não exigem ambas. Há uma porta direta para uma floricultura vizinha. A área sob a ponte ferroviária fora da saída da estação é por vezes propensa a inundações devido à sua posição baixa.

## Serviços
Na direção norte, a estação é servida por trens para Watford (4tph), Amersham (2tph) e Chesham (2tph) (nos horários de pico, os trens 'rápidos' não param nas estações entre Harrow-on-the-Hill e Moor Park). Na direção sul, os serviços fora dos horários de pico geralmente operam 4tph para Baker Street e 4tph para Aldgate.

## Conexões
As rotas H9 e H10 dos ônibus de Londres atendem a estação.

## Galeria

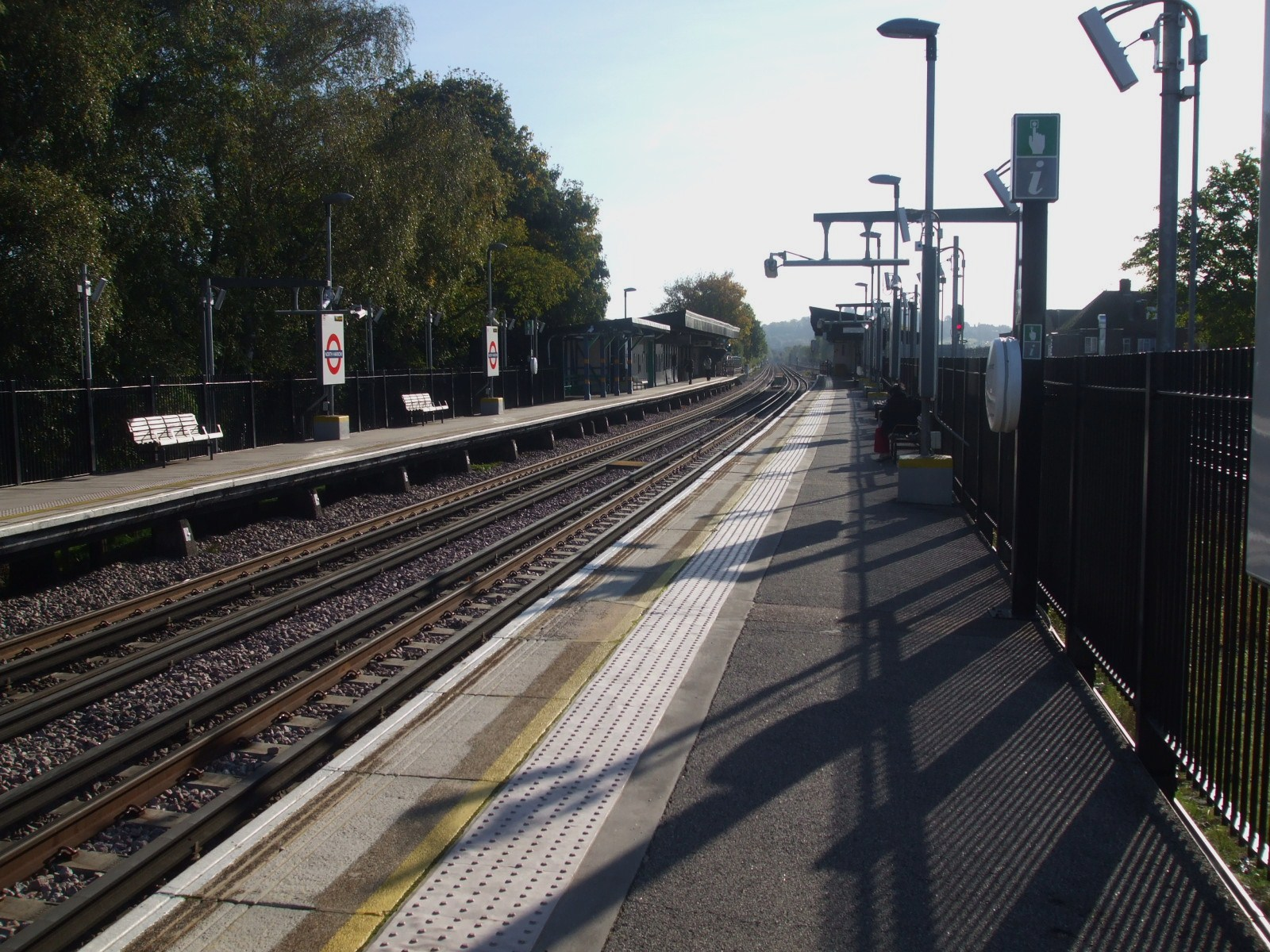
Plataforma no sentido norte voltado para o leste com as pistas rápidas à direita. A plataforma ao sul está à esquerda.
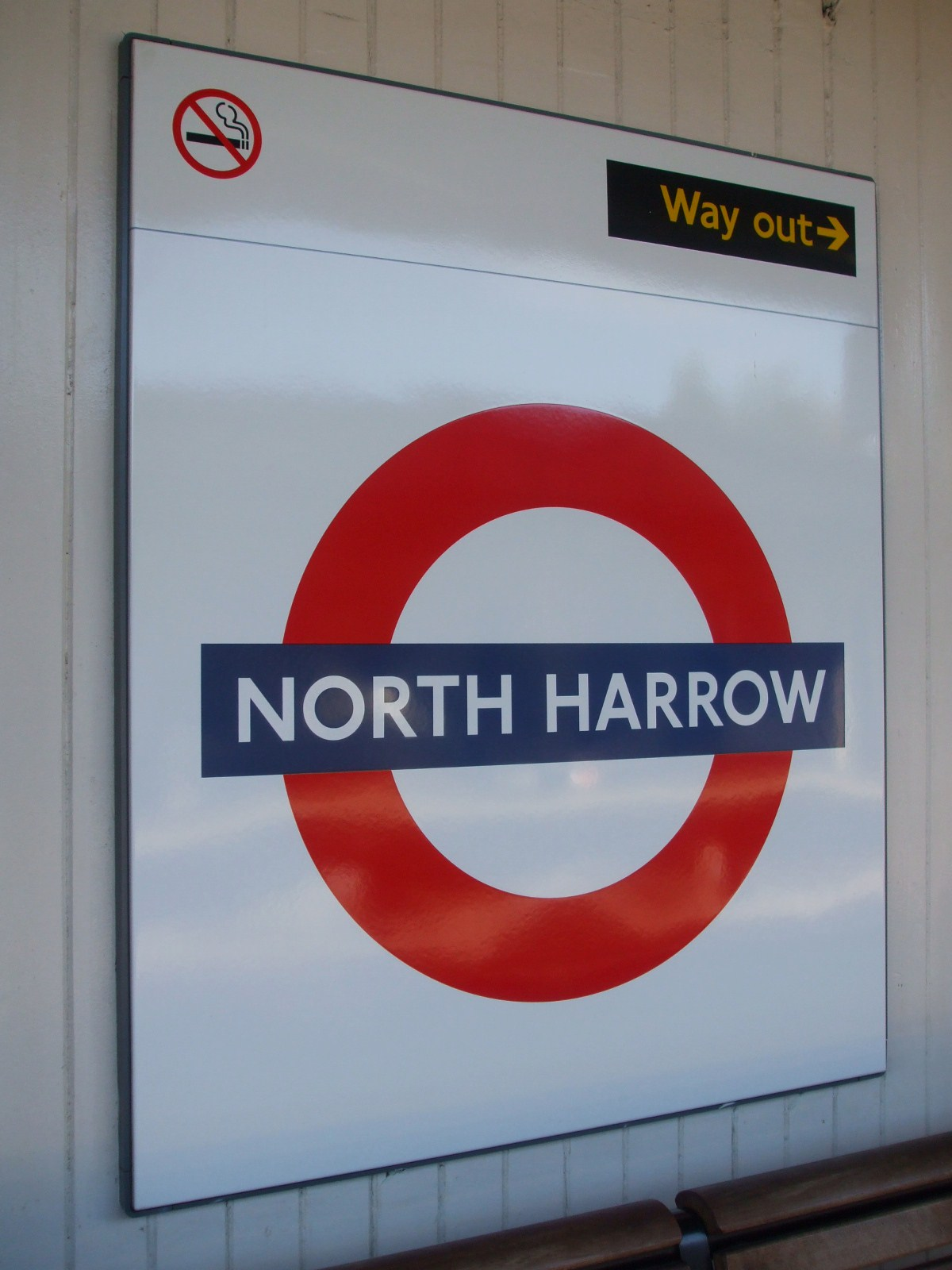
Roundel da plataforma da estação
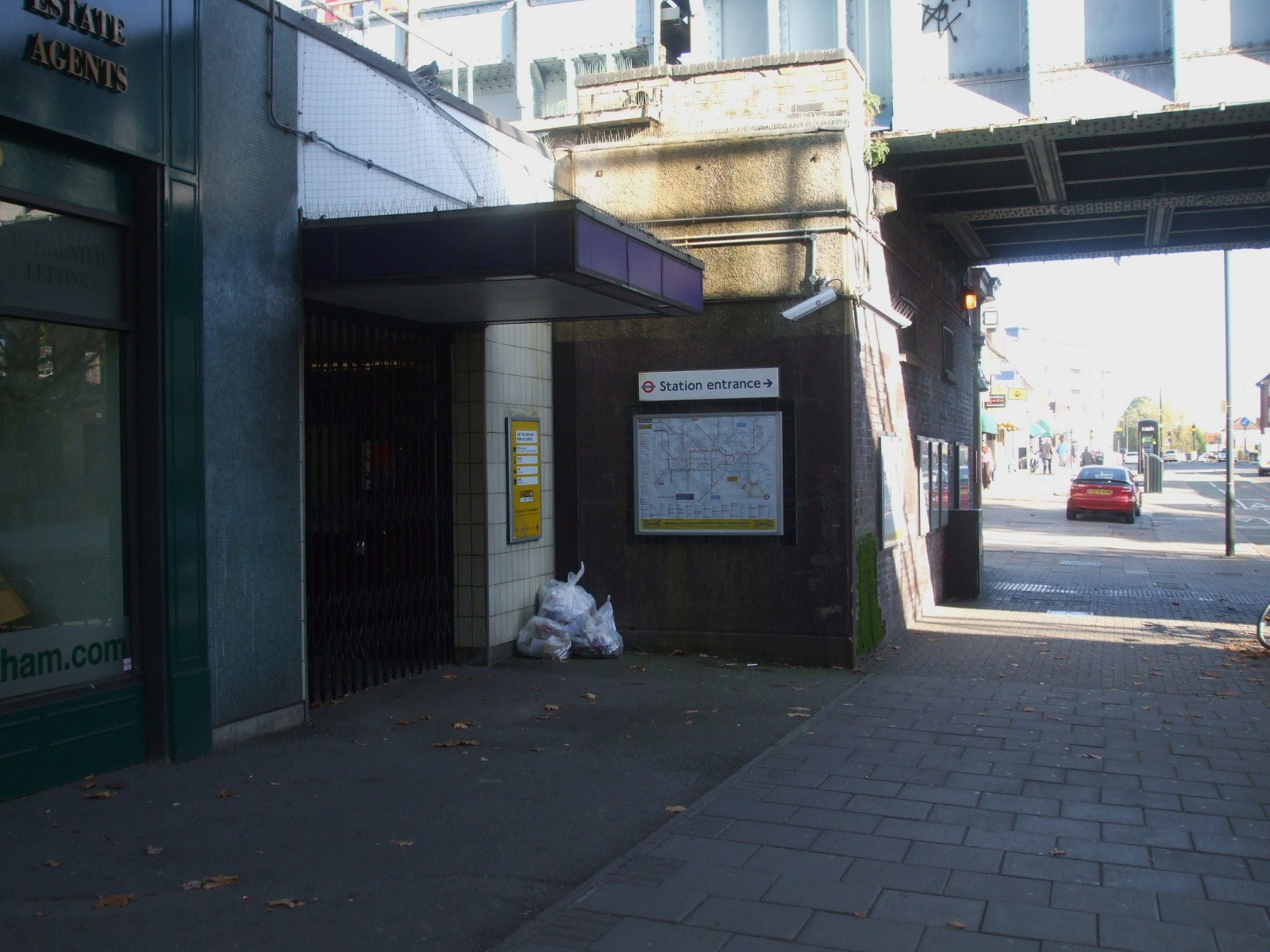
A entrada abandonada no lado sul dos trilhos